# Parc zoologique de Saint-Louis

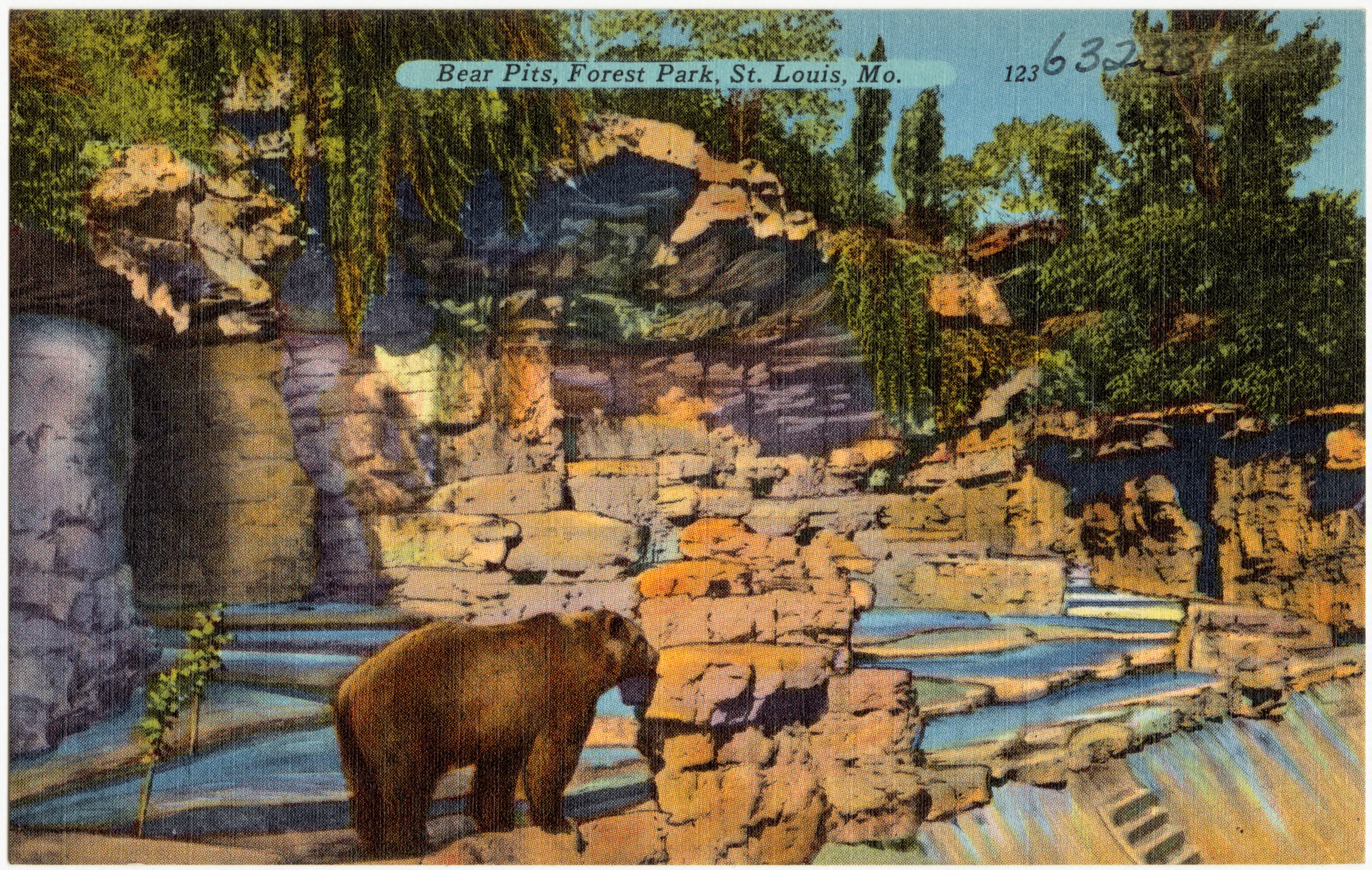
Crte postale du parc zoologique de Saint-Louis vers 1930-1945

Le parc zoologique de Saint-Louis est un parc zoologique américain situé à Saint-Louis dans l'État du Missouri. Membre de l'Association des zoos et aquariums (AZA), l'entrée est gratuite mais certaines attractions sont payantes. Fondé en 1904 pour l'exposition universelle qui se déroule à Saint-Louis, le zoo est à présent à la pointe de la recherche sur la conservation des espèces. Il présente de nombreux animaux tels que l'ours blanc, l'âne sauvage d'Afrique ou le guépard.
En 2010, il a accueilli plus de 2,9 millions de visiteurs, ce qui en fait le troisième parc zoologique traditionnel le plus visité des États-Unis.